# Hans Joachim Schädlich
Hans Joachim Schädlich, né le 8 octobre 1935 à Reichenbach im Vogtland, est un écrivain allemand.

## Biographie
Ses œuvres sont rapidement censurées en RDA, où il vit.
En 1976, il défend l'auteur-compositeur-interprète Wolf Biermann, ce qui lui vaut des ennuis.
À la fin de 1977, il est « contraint de quitter librement le pays » et il part vivre en Allemagne de l'Ouest. Depuis 2000, il vit en France.
Il est membre de l'Académie allemande pour la langue et la littérature et du PEN club allemand.
Parmi ses nombreux prix littéraires, le Prix Heinrich Böll 1992, le Prix Kleist 1996 et le prix Corine.

## Œuvres traduites en français
- Tentative d'approche, [« Versuchte Nähe »], trad. de Bernard Lortholary, Paris, Éditions Gallimard, coll. « Du monde entier », 1979, 190 p.  (ISBN 2-07-028673-8)
- Tallhover, trad. de Bernard Lortholary, Paris, Éditions Gallimard, coll. « Du monde entier », 1988, 305 p.  (ISBN 2-07-071480-2)
- Berlinestouest et autres récits, [« Ostwestberlin »], trad. de Bernard Lortholary, Paris, Éditions Gallimard, coll. « Du monde entier », 1990, 170 p.  (ISBN 2-07-071858-1)
- Le Coupeur de mots, [« Der Sprachabschneider »], trad. de Jeanne Étoré et Bernard Lortholary, ill. de Érika Harispé, Paris, Éditions Flammarion, coll. « Castor poche », 1990, 78 p.  (ISBN 2-08-162139-8)
- Donne-lui la parole : vie et mort du poète Ésope, [« Gib ihm Sprache »], trad. de Bernard Kreiss, Paris, Éditions Jacqueline Chambon, 2002, 92 p.  (ISBN 2-87711-241-1)[3]
- Trivial roman, [« Trivialroman »], trad. de Robert Simon, Paris, Éditions Gallimard, coll. « La noire », 2004, 181 p.  (ISBN 2-07-075632-7)
- Le voyage de Kokochkin, [« Kokoschkins Reise »], trad. de Marie-Claude Auger, Paris, Éditions Jacqueline Chambon, 2012, 185 p.  (ISBN 978-2-330-00253-4)